# Station Skarżysko-Kamienna Północ
Station Skarżysko-Kamienna Północ is een spoorwegstation in de Poolse plaats Skarżysko-Kamienna.